# Castalius usemia
Castalius usemia är en fjärilsart som beskrevs av Sheffield Airey Neave 1904. Castalius usemia ingår i släktet Castalius och familjen juvelvingar. Inga underarter finns listade i Catalogue of Life.